# یانکو رودین
یانکو رودین (کرواتی: Janko Rodin; ۱۷ فوریهٔ ۱۹۰۰ – ۱۴ سپتامبر ۱۹۷۴) بازیکن فوتبال اهل یوگسلاوی بود.
از باشگاه‌هایی که در آن بازی کرده‌است می‌توان به باشگاه فوتبال هایدوک اسپلیت، باشگاه فوتبال بئوگراد، و باشگاه فوتبال اسلاویا پراگ اشاره کرد.
وی همچنین در تیم ملی فوتبال یوگسلاوی بازی کرده‌است.